# یوری ریژوف
یوری ریژوف (روسی: Ю́рий Алексе́евич Рыжо́в؛ زادهٔ ۲۸ اکتبر ۱۹۳۰) یک دانشمند و دیپلمات اهل روسیه که بین سال‌های ۱۹۹۲ تا ۱۹۹۸ میلادی سفیران روسیه در فرانسه بود.